# Bois en Ardres
Bois en Adres of Bois-en-Ardres is een gehucht in de Franse gemeente Ardres in het departement Pas-de-Calais. Het gehucht ligt meer dan twee kilometer ten noorden van de stadskern van Ardres, langs de weg naar Calais. Tussen Ardres en het gehucht ligt een meertje, het Étang d'Ardres.

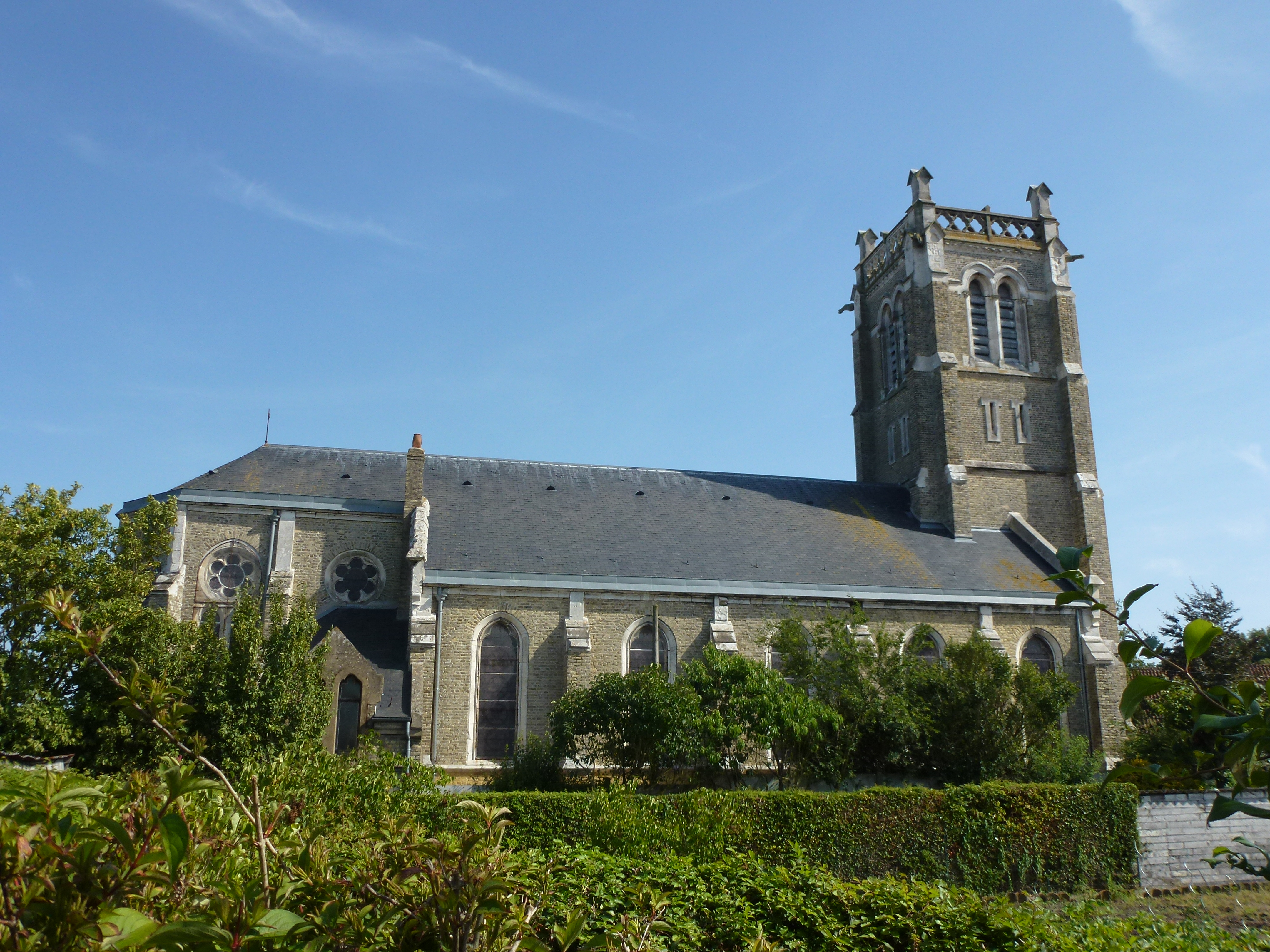
Église Saint-Joseph

## Geschiedenis
Een oude vermelding van de plaats is Boisenard uit 1725. Bois en Ardres werd een parochie in 1865. In die periode werd in het gehucht een kerk opgetrokken.

## Bezienswaardigheden
- De Église Saint-Joseph, opgetrokken tussen 1864 en 1874.